# دشت موآب

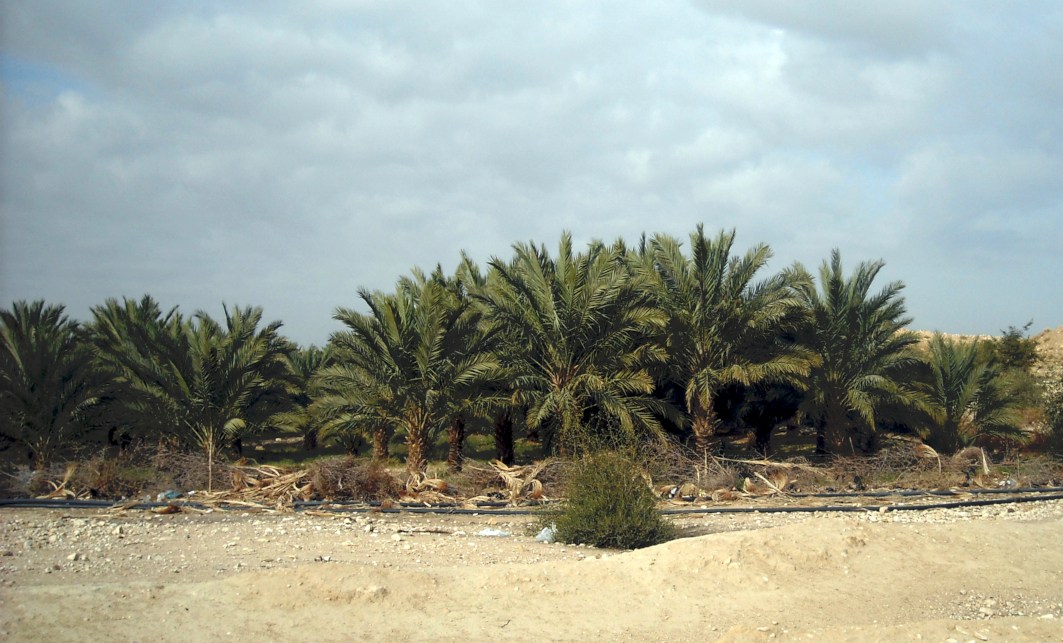
درختان نخل در نزدیکی تل الحمام، که بسیاری از پژوهشگران آن را ابیلا در دشت‌های موآب می‌دانند.

دشت موآب (عبری: עַרְבוֹת מוֹאָב‎، تلفظ: «Arboth Mo'av، به معنی زمین‌های خشک موآب»)، منطقه‌ای تاریخی در شرق رود اردن و شمال دریای مرده است که بخش عمده‌ای از سرزمین باستانی موآب را تشکیل می‌داد. این دشت، پهنه‌ای نسبتاً هموار در دامنه‌های غربی فلات اردن کنونی بود و از موقعیت جغرافیایی و راهبردی مهمی برخوردار بود. در روایت‌های کتاب مقدس عبری، دشت موآب جایی است که بنی‌اسرائیل پس از خروج از مصر و پیش از ورود به سرزمین موعود، مدتی اردو زدند. گفته می‌شود که موسی، پیامبر بنی‌اسرائیل، در همین منطقه به کوه نیبو صعود کرد و از آنجا سرزمین کنعان را مشاهده نمود، سپس در همان‌جا درگذشت. دشت موآب همچنین شاهد رخدادهای متعددی چون جنگ‌ها، پیمان‌ها و تقسیم سرزمین‌ها میان قبیله‌های بنی‌اسرائیل بود. این دشت در متون کهن عبری به عنوان محلی حاصلخیز و آباد توصیف شده است که به دلیل موقعیتش میان رود اردن، دریای مرده و کوهستان‌های موآب، همواره از اهمیت تاریخی، فرهنگی و دینی بالایی برخوردار بوده است. امروزه این منطقه بخشی از خاک اردن محسوب می‌شود و مکان‌هایی مانند ذیبان و مادبا در نزدیکی آن قرار دارند.
در متون فارسی قدیمی‌تر، دشت موآب را بر اساس نام عبری آن عربات موآب هم می‌نوشتند.

## جغرافیا
نلسون گلوک دشت‌های موآب را دارای شکلی شبیه به «چنگ ناقص» توصیف می‌کند؛ به‌طوری که مرز شمالی آن را وادی نمرین و نوک جنوبی آن را تپه‌های موآب در جنوب وادی العظیمه تشکیل می‌دهند، که این تپه‌ها از فلات موآب به سوی انتهای شمال شرقی دریای مرده امتداد یافته و دشت‌ها را در این نقطه می‌بندند. گلوک سه رود اصلی که از شمال به جنوب از این دشت‌ها به سوی اردن جریان دارند را این‌گونه نام می‌برد: وادی نمرین که پیش از خروج از تپه‌ها «وادی شعیب» نامیده می‌شود؛ وادی الکفرین؛ و وادی الرمّه که در تپه‌ها به نام وادی حسبان شناخته می‌شود و در دو سوم مسیر خود در دشت‌ها با وادی الکفرین ادغام می‌شود.
در کتاب دشت‌های مقدس نوشتهٔ جی.اچ. هدلی در سال ۱۸۵۶، دشت‌های موآب با گستره‌ای وسیع‌تر توصیف شده‌اند: «دشت‌های موآب در شرق دریای مرده و رود اردن قرار دارند. وادی موجب که از میانهٔ آن‌ها می‌گذرد، این دشت‌ها را به دو بخش تقسیم می‌کند. رشته‌کوهی کم‌ارتفاع به نام ابریم که از بخش جنوبی دریای مرده تا کوه جلعاد امتداد یافته، این دشت‌ها را به دو بخش شرقی و غربی تقسیم می‌کند. در سمت شرق، دشت‌ها به مرزهای بیابان بزرگ می‌رسند و به‌تدریج در آن فرومی‌روند؛ و در سمت غرب، به صورت ایوان‌های بلندی، همچون پله‌های عظیم، به‌سوی سواحل اردن و دریای مرده پایین می‌آیند. <...> در دوران باستان، موآبی‌ها تمام این دشت‌ها را از بخش جنوبی دریای مرده تا کوه جلعاد در اختیار داشتند؛ اما عموری‌ها با آن‌ها جنگیدند و تمام بخش شمالی رود رود ارنون را از آن‌ها گرفتند…»

## دوران ایرانی
در زمان هخامنشیان، در سدهٔ چهارم پیش از میلاد، بنی‌اسرائیل که از اسارت بابلی بازمی‌گشتند، در محوطهٔ باستانی بیت-نمره مستقر شدند. این شهر، شرقی‌ترین نقطهٔ استقرار یهودیان در منطقهٔ فرااردن به‌شمار می‌رفت.